# Pedro Beltrán (actor)
Para el economista peruano, véase Pedro G. Beltrán
Pedro Beltrán (Cartagena, 20 de abril de 1927 - Madrid, 9 de marzo de 2007) fue un guionista y actor español.

## Biografía
Su primer trabajo como actor fue en 1953, en la película Bajo el cielo de España, de Miguel Contreras Torres. Desde 1956, colaboró con el cineasta Luis García Berlanga en obras como Calabuch, El Verdugo, La vaquilla y Patrimonio Nacional.
En 1964 debutó como guionista para la película El extraño viaje, dirigida por Fernando Fernán Gómez. Otros trabajos que realizó para dicho cineasta fueron el guion y la interpretación en la miniserie de televisión El Pícaro (1974), el guion de Mambrú se fue a la guerra (1986), por el cual fue nominado a los Premios Goya en su primera edición, y actuaciones en obras como El viaje a ninguna parte (1986) y Siete mil días juntos (1994).
En televisión actuó en obras como la miniserie Cervantes (1980), de Alfonso Ungría y con guion de Camilo José Cela, y en la serie La huella del crimen. 
En 1988, el crítico de cine Carlos F. Heredero escribió una biografía sobre su vida titulada Pedro Beltrán, la humanidad del esperpento.

### El último bohemio
Llegado a Madrid en 1950, pronto comenzó a frecuentar los círculos culturales de la capital española. Llevaba un estilo de vida que hacía que sus amigos le denominasen El último bohemio. Uno de ellos, Fernando Fernán Gómez, decía de él que "es un bohemio equivocado, que vive la bohemia cuando la bohemia ya no existe". Se ganó fama de escritor recitando poemas políticos en diversos bares, que no se atrevió a publicar por temor a ir a la cárcel. Uno de los locales que más frecuentaba era el Café Gijón, hasta el punto de llegar a decir que “formaba parte de su mobiliario”. Parte de sus poemas se recopilaron en 2002 en un libro-disco llamado Burro de noria, donde quince actores, entre los que se encontraban Juan Diego, Agustín González, Elena Anaya, Imanol Arias, Juan Echanove y Gabino Diego ponían voz a sus creaciones.
Fue este último quien encontró su cuerpo sin vida en una pensión madrileña el 9 de marzo de 2007. En el momento de su muerte, “Perico” Beltrán pasaba por malos momentos económicos, pero se encontraba preparando un proyecto para el Teatro Español.

## Filmografía

### Como actor
- Bajo el cielo de España (1953), de Miguel Contreras Torres.
- Calabuch (1956), de Luis García Berlanga.
- Encuentro en la ciudad (1956) de José María Elorrieta.
- El inquilino (1957), de José Antonio Nieves Conde.
- Aquellos tiempos del cuplé (1958), de Mateo Cano y José Luis Merino.
- El hincha (1958), de José María Elorrieta.
- Quince bajo la lona (1959), de Agustín Navarro.
- Días de feria (1960), de Rafael J. Salvia.
- La estatua (1961), de José Luis Gamboa.
- Las hijas de Helena (1963), de Mariano Ozores.
- El verdugo (1963), de Luis García Berlanga.
- Vamos por la parejita (1969), de Alfonso Paso.
- El pícaro (1974), de Fernando Fernán Gómez: Capítulo 11. De cómo la vanidad es mala compañía para andar por caminos y posadas
- ¿Qué hace una chica como tú en un sitio como éste? (1978), de Fernando Colomo.
- Cervantes (1980), de Alfonso Ungría.
- Patrimonio Nacional (1981), de Luis García Berlanga.
- Gay Club (1981), de Tito Fernández.
- Esa cosa con plumas (1988), de Óscar Ladoire.
- Siete mil días juntos (1994), de Fernando Fernán Gómez.
- Pintadas (1996), de Juan Estelrich Jr.

### Como guionista
- El momento de la verdad ("Il momento della verità", 1965), de Francesco Rosi.
- El extraño viaje (1967), de Fernando Fernán Gómez.
- ¿Quién soy yo? (1970), de Ramón Fernández.
- El pícaro (1974), de Fernando Fernán Gómez.
- El monosabio (1978), de Ray Rivas.
- Mambrú se fue a la guerra (1985), de Fernando Fernán Gómez.